# (hed)PE

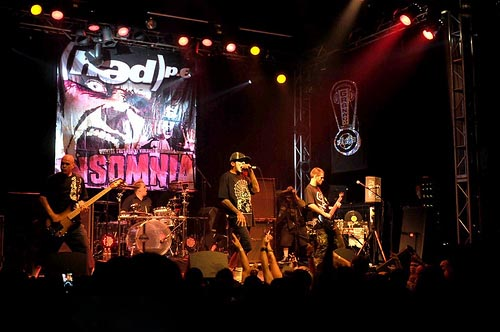
(hed)PE

(hed)PE, ook wel (hed)Planet Earth is een rapcore-formatie uit Huntington Beach, Californië.
Ze spelen een mix tussen punk, metal, reggae en hip-hop.

## Historie
(hed) P.E. is in 1994 opgericht door MC Jahred en Wesstyle (gitaar). Toen ze begonnen met nummers schrijven, vroegen ze de leden van hun vorige funkband erbij. Enkel Mawk (basgitaar), Chizad (gitaar) en Ben C. Vaught (drums) zagen het zitten. Een andere vriend, DJ Product 1969 kwam ook bij de groep en zo begon (hed) P.E.

### Huidige leden
- Paolo Sergio Gomes - zang
- Doug Boyce - turntablism en zang
- Mark Young - basgitaar
- Jackson Benge - gitaar
- Trauma - drums

### Voormalige leden
- Mark Bistany - drums
- Chad Benekos - gitaar
- Ben Vaught - drums
- Wes Geer - gitaar
- Sonny Mayo - gitaar
- Ken Sachs - keyboard
- Tim Murray - zang
- Devin Lebsack - drums
- Anthony Biuso - drums
- Greg " Gregzilla " Harrison - gitaar

## Discografie

### Albums
| #  | Titel                  | Jaar   | Label                  |
| -- | ---------------------- | ------ | ---------------------- |
| 1  | Church of Realities    | 1995   | independent            |
| 2  | (hed) P.E.             | 1997   | Jive                   |
| 3  | Broke                  | 2000   | Jive                   |
| 4  | Blackout               | 2003   | Jive                   |
| 5  | Only in Amerika        | 2005   | Koch                   |
| 6  | Back 2 Base X          | 2006   | Suburban Noize Records |
| 7  | The Best Of            | 2006   | Jive                   |
| 8  | Insomnia               | 2007   | Suburban Noize Records |
| 9  | The D.I.Y. Guys        | 2008   | Suburban Noize Records |
| 10 | New World Orphans      | 2009   | Suburban Noize Records |
| 11 | Truth Rising           | 2010   | Suburban Noize Records |
| 12 | The D.I.Y. Guys Part 2 | n.n.b. | Suburban Noize Records |

### Singles
| #  | Titel                         | Jaar | Label                  | Album             |
| -- | ----------------------------- | ---- | ---------------------- | ----------------- |
| 1  | Ground                        | 1997 | Jive                   | (hed) P.E.        |
| 2  | Serpent Boy                   | 1997 | Jive                   | (hed) P.E.        |
| 3  | Killing Time                  | 2001 | Jive                   | Broke             |
| 4  | The Meadow (Special Like You) | 2001 | Jive                   | Broke             |
| 5  | Bartender                     | 2002 | Jive                   | Broke             |
| 6  | Blackout                      | 2003 | Jive                   | Blackout          |
| 7  | Other Side                    | 2003 | Jive                   | Blackout          |
| 8  | Represent                     | 2005 | Koch                   | Only in Amerika   |
| 9  | Get Ready                     | 2006 | Suburban Noize Records | Back 2 Base X     |
| 10 | Ordo (Ab Chao)                | 2008 | Suburban Noize Records | New World Orphans |
| 11 | Renegade                      | 2008 | Suburban Noize Records | New World Orphans |
| 12 | No Rest For The Wicked        | 2010 | Suburban Noize Records | Truth Rising      |